# Grupo Amigos de Durruti
O Grupo Amigos de Durruti foi um grupo anarquista Espanhol, criado em 15 de Março, 1937 por Jaime Balius , Felix Martinez e Pablo Ruiz, em reação ao decreto de militarização das milícias ditadas pelo governo da República, e que editará (de Maio de 1937 a Fevereiro de 1938) o jornal El Amigo del Pueblo, proibido após a publicação de seus primeiros números e inspirado em L'Ami du Peuple de Marat. Chegou a ter cerca de 5.000 militantes.

## História
O grupo foi formado a partir da confluência de uma corrente que se pronunciava, a partir da mesma imprensa da CNT, contra a colaboração com o governo, e outra corrente integrada por milicianos, que voltou a Barcelona para lutar contra a militarização das milícias; Assim, a maioria dos membros do novo grupo serão ex-membros do IV Agrupamento da Coluna Durruti, liderados por Pablo Ruiz, Progreso Ródenas e Eduardo Cerveró, entre outros.
Desde a sua criação formal, em 17 de Março, até ao dia 3 de Maio, o Grupo fez vários comícios (no Teatro Poliorama em 18 de Abril e no Teatro Goya em 2 de Maio), lançou vários manifestos e panfletos exigindo a libertação do líder libertário Francisco Maroto del Ojo, sabotou a intervenção de Federica Montseny na manifestação do Monumental de 11 de Abril, e encheu as paredes de Barcelona com cartazes explicando o seu programa.
O ensaísta Miquel Amorós (La Revolución traicionada) identifica as Jornadas de Maio de 1937 em Barcelona com a ação revolucionária dos Amigos de Durruti. De acordo com ele, os Amigos de Durruti foram o único grupo político em toda a zona republicana com um programa revolucionário genuíno capaz de estabelecer metas para a revolução espontânea das massas de Julho de 1936 e que vendeu para fora após os "acontecimentos de maio", devido às ações contra-revolucionárias dos stalinistas aliadas à burguesia republicana e aos ministros da CNT (Federica Montseny, García Oliver, etc.).
O programa dos Amigos de Durruti incluia:
- A destruição da economia capitalista e de qualquer forma de Estado e o estabelecimento do comunismo libertário .
- A substituição do Estado e do capitalismo pelos sindicatos como instituições económicas, os municípios como instituições políticas e a federação por base como forma de estabelecer vínculos entre sindicatos e municípios.

Em 5 de Maio, durante as chamadas Jornadas de Maio de 1937, publicou um panfleto que afirmava que "Uma Junta Revolucionária foi criada em Barcelona. Todos os responsáveis pelo golpe de estado, que manobram sob proteção do governo, serão executados. O POUM será membro da Junta Revolucionária porque eles apoiaram os trabalhadores". Tanto a CNT como a FIJL recusaram-se a participar da iniciativa do grupo, mas a sua abordagem ao POUM implicaria a consequência de que a sede do Grupo seria encerrada e os seus principais responsáveis seriam repetidamente presos, mas sempre por períodos curtos. O grupo sobreviverá melhor ou pior até meados de 1938.
Em 1939 vai emergir uma reformulação do mesmo grupo, o Grupo franco-espanhol dos "Amigos de Durruti", reconstituído e dissolvido em várias ocasiões e que começaria a publicar em 1961 a partir de França uma nova série do jornal El Amigo del Pueblo, de muito menor difusão.

## Números deEl Amigo del Puebloe evolução do Grupo

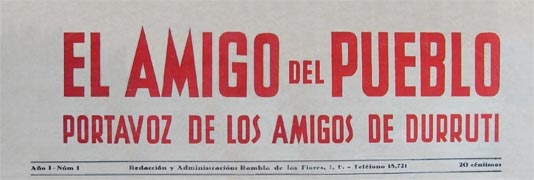
El Amigo del Pueblo, orgão de imprensa dos Amigos de Durruti

Uma viagem pelos principais textos pelos quais o Grupo foi responsável permite-nos detalhar a sua história:
- Número 1 - 19 de Maio de 1937
- Número 2 - 26 de Maio de 1937
- Número 3 - 12 de Junho de 1937
- Número 4 - 22 de Junho de 1937
- Número 5 - 20 de Julho de 1937
- Número 6 - 12 de Agosto de 1937
- Número 7 - 31 de Agosto de 1937
- Número 8 - 21 de Setembro de 1937
- Número 9 - 20 de Outubro de 1937
- Número 10 - 8 de Novembro de 1937
- Número 11 - 20 de Novembro de 1937
- Número 12 - 1 de Fevereiro de 1938

Encontramos em suas páginas desde o primeiro momento uma rejeição frontal das medidas tomadas pelo Estado, a fim de voltar a uma situação pré-revolucionária; nos números Maio a Julho reivindicarão-se as lutas revolucionárias de Maio, rejeitando repetidamente as acusações feitas a partir de vários setores descrevendo-os de "agentes provocadores e irresponsáveis", a censura será denunciada na imprensa escrita e descrita como "manobras contra-revolucionária".
Em Setembro de 1937, corpos integrados no Exército Popular, muitos dos quais anteriormente faziam parte das milícias da CNT, tomam a povoação de Belchite, que será reivindicado nas páginas de El Amigo del Pueblo como obra das Forças Confederadas", continuando a denunciar a constante repressão sofrida pelo grupo.
Em muitos de seus números eles lançam proclamações em favor da CNT e da FAI, apesar de terem numerosos pontos de discordância com ambos. Também enfatiza a necessidade de retornar às "experiências das jornadas de Julho e de Maio".
Muitos estudiosos acreditam que os Amigos de Durruti estavam num processo de ruptura ideológica com o anarquismo moderado, e depois da experiência da luta de classes na Guerra Civil viraram à esquerda em direção a um anarquismo mais organizado e estratégico. Essas faistas, decepcionadas com a colaboração da anarcosindicalista CNT, dominada na época pelo seu setor mais moderado, com o governo democrático-capitalista, chegaram a reflexões súbitas como as seguintes: